# 밀양 금시당 백곡재
밀양 금시당 백곡재(密陽 今是堂 栢谷齋)는 대한민국 경상남도 밀양시 용평동에 있는, 금시당과 백곡재 2채로 된 건물이다. 1996년 3월 11일 경상남도의 문화재자료 제228호로 지정되었다.

## 개요
금시당과 백곡재 2채로 된 건물이다.
금시당은 조선시대 문신인 금시당 이광진 선생이 말년에 고향으로 돌아와 제자들을 교육시키기 위해 지은 건물이다.
이광진(1517∼？)은 명종 1년(1546)에 문과에 급제하여 『중종실록』, 『인종실록』의 편찬에 참여하였으며 후에 벼슬이 좌부승지에까지 이르렀다.
금시당이란 도연명의 ‘귀거래사’에서 따온 말로 산수와 전원에서 여생을 즐긴다는 뜻이다. 명종 21년(1566)에 처음 지은 금시당은 임진왜란(1592) 때 불타 없어졌고 현재 남아 있는 것은 1743년에 백곡 이지운 선생이 복원한 것이다.
백곡재는 백곡 이지운을 추모하기 위해 철종 11년(1860)에 세운 건물이다.
이곳에는 이광진이 직접 심은 은행나무가 있어 금시당에서 내려다보는 밀양강과 잘 어우려져 있다.

## 참고 문헌
- 밀양 금시당 백곡재 - 국가유산청 국가유산포털